# آبي تتخذ موقفا
آبي تتخذ موقفًا هو كتاب صدر عام 2005 من تأليف باتريشيا ماكيساك. إنه الكتاب الأول في سلسلة قصاصات الزمن في الغالب تدور أحداثه في الستينيات. يتعلق الأمر بجدة أمريكية من أصل أفريقي آبي، تتحدث مع بعض أقاربها الصغار عن الوقت الذي كانت فيه فتاة صغيرة في ناشفيل، تينيسي. وتجاربها مع العزل العنصري ومشاركتها في حركة الحقوق المدنية.

## الاستقبال
كتب موقع بوكليست في مراجعة آبي تتخذ موقفًا "على الرغم من قصره وبساطته، إلا أن الكتاب يمنح القراء نظرة شاملة للأحداث المهمة ويذكرهم بأن التاريخ هو شيء في طور التكوين دائمًا."  وجدت مجلة سكول لايبراري جورنال أن "هذا الكتاب سهل ويحتوي على جمل بسيطة ومساحة بيضاء كبيرة، ورش ليبرالي لرسومات جوردون التعبيرية بالأبيض والأسود، هو عنوان جذاب ومرحب به." 
كتبت مجلة هورن بوك: "تنسج ماكيساك ببراعة كل التفاصيل المألوفة عن ذلك الوقت في هذا المدخل في سلسلة قصاصات الزمن للقراء الناشئين.. يُقرأ هذا الفصل الذي يسهل الوصول إليه والحيوي والمخلص مثل مذكرات ويقدم مقدمة مثالية للكتاب لقد كان وقتًا استثنائيًا عندما أحدث الناس العاديون، حتى الفتيات في سن العاشرة فرقًا." 
حصل كتاب آبي تتخذ موقفًا على مراجعة أيضًا بواسطة تقييمات كيركوس ومجلة بابليشرز ويكلي ومراجعة متعددة الثقافات.